# Vanilla fimbriata
Vanilla fimbriata é uma espécie de orquídea de hábito escandente e crescimento reptante que existe na Guiana. São plantas clorofiladas de raízes aéreas; sementes crustosas, sem asas; e inflorescências de flores de cores pálidas que nascem em sucessão, de racemos laterais.
Esta espécie pode ser reconhecida entre as Vanilla por apresentar labelo levemente trilobado com barbelas ásperas internamente medindo até 35 por 11 milímetros; folhas carnosas medindo até 14 centímetros de comprimento e até 2 centímetros de largura, e sépalas de até 3 centímetros de comprimento.